# 吳元扆
吴元扆（962年—1011年），字君华，北宋太原府（今山西省太原市）人。吴廷祚第四子。
吴元扆娶宋太宗女蔡国公主为妻，授左卫将军、驸马都尉。历任山南东道节度使、两知河南府、知定州、知徐州、知河阳、鄯州观察使、武胜军节度使。他性慎谨慎谦让，在地方任官有忧民心，所得禄赐，多给亲族孤贫。继承父亲之志，藏书至万卷。通内典，精笔札。宋真宗咸平三年（1000年）王超、王继忠率兵过唐河，与辽兵作战。辽兵追至唐河桥时，只见吴元扆陈兵桥头，兵多势盛。于是辽不敢再攻，引兵退走。吴元扆卒，赠中书令，谥忠惠。